# Dryopteris oligophylloides
Dryopteris oligophylloides är en träjonväxtart som beskrevs av Sehnem. Dryopteris oligophylloides ingår i släktet Dryopteris och familjen Dryopteridaceae. Inga underarter finns listade.